# Crataegus impar
Crataegus impar är en rosväxtart som beskrevs av Beadle.. Crataegus impar ingår i Hagtornssläktet som ingår i familjen rosväxter. Inga underarter finns listade i Catalogue of Life.